# Supercopa de Hungría
La Supercopa de Hungría (en húngaro: Magyar Szuperkupa) es un torneo de fútbol que se disputa anualmente en Hungría entre el campeón de Liga y el de Copa. La competición empezó a disputarse en 1992 aunque durante los años 1990 no tuvo continuidad, ya que los clubes implicados a menudo no llegaban a un acuerdo para fijar las fechas de los partidos. Está organizado por la Federación Húngara de Fútbol.

## Palmarés
| Temporada | Campeón         | Resultado                 | Finalista                 | Estadio                                                         |
| --------- | --------------- | ------------------------- | ------------------------- | --------------------------------------------------------------- |
| 1992      | Újpest Budapest | 3 - 1                     | Ferencváros TC            | Népstadion, Budapest                                            |
| 1993      | Ferencváros TC  | 2 - 1                     | Honvéd Budapest           | Népstadion, Budapest                                            |
| 1994      | Ferencváros TC  | 2 - 1                     | Vác FC-Samsung            | Népstadion, Budapest                                            |
| 1995      | Ferencváros TC  | Ferencváros, Liga y Copa  | Ferencváros, Liga y Copa  | Ferencváros, Liga y Copa                                        |
| 1996      | No disputada    | No disputada              | No disputada              | No disputada                                                    |
| 1997      | MTK Budapest    | MTK Budapest, Liga y Copa | MTK Budapest, Liga y Copa | MTK Budapest, Liga y Copa                                       |
| 1998-2001 | No disputada    | No disputada              | No disputada              | No disputada                                                    |
| 2002      | Újpest Budapest | 3 - 1                     | Zalaegerszegi TE          | Révész Géza utcai Stadion, Siófok                               |
| 2003      | MTK Budapest    | 2 - 0                     | Ferencváros TC            | Estadio Ferenc Puskás, Budapest                                 |
| 2004      | Ferencváros TC  | Ferencváros, Liga y Copa  | Ferencváros, Liga y Copa  | Ferencváros, Liga y Copa                                        |
| 2005      | Debreceni VSC   | 2 - 4 3 - 0               | FC Sopron                 | Stadion Káposztás utcai, Sopron Stadion Oláh Gábor Út, Debrecen |
| 2006      | Debreceni VSC   | 1 - 0 2 - 1               | FC Fehérvár               | Sóstói Stadion, Székesfehérvár Stadion Oláh Gábor Út, Debrecen  |
| 2007      | Debreceni VSC   | 1 - 1 3 - 0               | Honvéd Budapest           | Estadio József Bozsik, Budapest Stadion Oláh Gábor Út, Debrecen |
| 2008      | MTK Budapest    | 0 - 0 (3-2 pen.)          | Debreceni VSC             | Stadion Oláh Gábor Út, Debrecen                                 |
| 2009      | Debreceni VSC   | 1 - 0                     | Honvéd Budapest           | Révész Géza utcai Stadion, Siófok                               |
| 2010      | Debreceni VSC   | 1 - 0                     | Videoton FC               | Stadion Oláh Gábor Út, Debrecen                                 |
| 2011      | Videoton FC     | 1 - 0                     | Kecskeméti TE             | Széktói Stadion, Kecskemét                                      |
| 2012      | Videoton FC     | 1 - 1 (5-3 pen.)          | Debreceni VSC             | Sóstói Stadion, Székesfehérvár                                  |
| 2013      | Győri ETO FC    | 3 - 0                     | Debreceni VSC             | Estadio Ferenc Puskás, Budapest                                 |
| 2014      | Újpest Budapest | 0 - 0 (5-4 pen.)          | Debreceni VSC             | Estadio Ferenc Puskás, Budapest                                 |
| 2015      | Ferencváros TC  | 3 - 0                     | Videoton FC               | Sóstói Stadion, Székesfehérvár                                  |
| 2016      | Ferencváros TC  | Ferencváros, Liga y Copa  | Ferencváros, Liga y Copa  | Ferencváros, Liga y Copa                                        |

Notas
1. 1 2  El Ferencváros hizo doblete y ganó automáticamente la Supercopa.
2. ↑  MTK Hungária hizo doblete y ganó automáticamente la Supercopa.

## Títulos por club
| Club                      | Campeón | 2° | Años campeón                       |
| ------------------------- | ------- | -- | ---------------------------------- |
| Ferencvárosi TC           | 6       | 2  | 1993, 1994, 1995, 2004, 2015, 2016 |
| Debreceni VSC             | 5       | 4  | 2005, 2006, 2007, 2009, 2010       |
| MTK Budapest              | 3       | -  | 1997, 2003, 2008                   |
| Újpest Budapest           | 3       | -  | 1992, 2002, 2014                   |
| Videoton FC (FC Fehérvár) | 2       | 3  | 2011, 2012                         |
| Győri ETO FC              | 1       | -  | 2013                               |
| Honvéd Budapest           | -       | 3  | -----                              |
| Vác FC-Samsung            | -       | 1  | -----                              |
| Zalaegerszegi TE          | -       | 1  | -----                              |
| FC Sopron †               | -       | 1  | -----                              |
| Kecskeméti TE             | -       | 1  | -----                              |

- † Equipo desaparecido.